# Vegas del Condado
Vegas del Condado és un municipi de la província de Lleó, a la comunitat autònoma de Castella i Lleó.
| 1842 |  | 1857 |  | 1860 |  | 1877 |  | 1887 |  | 1897 |
| ---- |  | ---- |  | ---- |  | ---- |  | ---- |  | ---- |
| 1071 |  | 2404 |  | 2279 |  | 2664 |  | 2957 |  | 3146 |

| 1900 |  | 1910 |  | 1920 |  | 1930 |  | 1940 |  | 1950 |  | 1960 |  | 1970 |  | 1981 |  | 1991 |  | 1996 |
| ---- |  | ---- |  | ---- |  | ---- |  | ---- |  | ---- |  | ---- |  | ---- |  | ---- |  | ---- |  | ---- |
| 3234 |  | 3538 |  | 3567 |  | 4012 |  | 4144 |  | 4121 |  | 3364 |  | 2550 |  | 2038 |  | 1628 |  | 1440 |

| 2001 |  | 2004 |  | 2007 |
| ---- |  | ---- |  | ---- |
| 1379 |  | 1361 |  | 1399 |

| Evolució política municipal | Evolució política municipal | Evolució política municipal | Evolució política municipal | Evolució política municipal | Evolució política municipal | Evolució política municipal | Evolució política municipal | Evolució política municipal | Evolució política municipal | Evolució política municipal | Evolució política municipal | Evolució política municipal | Evolució política municipal |
| Partit polític              |                             | 1987                        |                             | 1991                        |                             | 1995                        |                             | 1999                        |                             | 2003                        |                             | 2007                        |                             |
| --------------------------- | --------------------------- | --------------------------- | --------------------------- | --------------------------- | --------------------------- | --------------------------- | --------------------------- | --------------------------- | --------------------------- | --------------------------- | --------------------------- | --------------------------- | --------------------------- |
| PSOE                        |                             | 700 (7)                     |                             | 610 (6)                     |                             | 596 (6)                     |                             | 603 (7)                     |                             | 648 (7)                     |                             | 531 (5)                     |                             |
| PP (AP)                     |                             | 196 (1)                     |                             | 194 (2)                     |                             | 340 (3)                     |                             | 154 (1)                     |                             | 125 (1)                     |                             | 373 (4)                     |                             |
| CDS                         |                             | 106 (1)                     |                             | 63                          |                             | -                           |                             | -                           |                             | -                           |                             | -                           |                             |
| UPL                         |                             | -                           |                             | 108 (1)                     |                             | 80                          |                             | 37                          |                             | 99 (1)                      |                             | 37                          |                             |
| IU                          |                             | -                           |                             | -                           |                             | -                           |                             | 88 (1)                      |                             | 50                          |                             | 39                          |                             |